# Friuli Grave Pinot bianco frizzante
Il Friuli Grave Pinot Bianco frizzante è un vino DOC la cui produzione è consentita nelle province di Pordenone e Udine.

## Caratteristiche organolettiche
- colore: paglierino più o meno intenso.
- odore: caratteristico.
- sapore: secco, armonico, vivace nel tipo specifico.

## Produzione
Provincia, stagione, volume in ettolitri
- nessun dato disponibile